# Астахово (Смоленская область)
Аста́хово — деревня в Смоленской области России, в Гагаринском районе. Население — 344 жителя (2007). Расположена в северо-восточной части области в 13 км к югу от Гагарина, в 5 км южнее автодороги М1 «Беларусь» на берегах реки Полишни. Входит в состав Потаповского сельского поселения.

## История

Мемориальный комплекс на месте деревни Драчево

В 1859 году деревня была «владельческой, при колодцах», 22 двора, 180 жителей. В 1904 году в деревне 25 дворов, 180 жителей, кузница.
1. Н/Д[1]

## Экономика
Магазины, медпункт, почта, библиотека.

## Достопримечательности
В 5 км к югу от деревни на месте сожжённой в 1943 году деревни Драчёво создан мемориальный комплекс. Обелиск на братской могиле, липовая аллея из 300 деревьев. Фашистами было сожжено 300 мирных жителей деревни.